# Willi Ostermann
Wilhelm "Willi" Ostermann (født 1. oktober 1876 i Mülheim, Köln, død 6. august 1936 i Köln) var en tysk tekstforfatter, komponist og sanger, der stod bag en række karnevalssange og sange om Köln, primært på den tyske dialekt Kölsch. Melodien Heimweh nach Köln regnes for at være blandt hans mest berømte sange.
I Königswinter (de) blev der i 1949 rejst et monument til minde om Willi Ostermanns liv og værker.